# Anissa Maoulida
Anissa Maoulida (* 26. Mai 1997) ist eine komorische Fußball-Nationalspielerin, die im Mittelfeld spielt. Seit 2024 ist sie Trainerin der Nationalmannschaft.

## Biographie
Anissa Maoulidas Eltern stammten von den Komoren, sie selbst kam in Frankreich zur Welt und besitzt beide Staatsangehörigkeiten. Sie ist mit dem Komorer Mohamed Siradjoudine verheiratet. Ihre Schwester Assimina Maoulida ist ebenfalls Fußballerin und spielt in der französischen U-19-Nationalmannschaft.

### Vereinskarriere
Anissa Maoulida begann im Alter von 10 Jahren mit dem Fußballspielen bei ASPTT Blois, bevor sie 2017 zu Blois Football 41 wechselte. Sie spielt seit 2020 bei der Entente Féminine Centre Loire 41 und ist dort Kapitänin der Mannschaft.

### Karriere in der Nationalmannschaft

Logo der Fédération Comorienne de Football (FCF)

Maoulida absolvierte drei Länderspiele für das Team der Komoren, die alle bei der COSAFA Women’s Championship 2020 in Südafrika stattfanden; sie war die Kapitänin der Auswahl, die in der Gruppenphase ausschied.

### Karriere als Trainerin
Anissa Maoulida wurde im September 2024 zur Nationaltrainerin der Komoren ernannt und führte die Auswahl bei der COSAFA-Frauenmeisterschaft im Oktober 2024 an. Das Team gewann gegen die angolanische Mannschaft mit 1:3, verlor aber gegen den späteren Südafrikameister Sambia 0:7 und schied damit als Gruppenzweiter in der Vorrunde aus.